# Due donne che corrono sulla spiaggia
Due donne che corrono sulla spiaggia, (noto anche col titolo di La corsa), è un dipinto a gouache su compensato (32,5x41,1 cm) realizzato nel 1922 dal pittore spagnolo Pablo Picasso. È conservato nel Musée National Picasso di Parigi.
Nel 1924 una copia (10,4 per 11,7 metri) di questo quadro fu fatta dipingere dal produttore Sergej Djagilev come fondale di scena in occasione del balletto di Darius Milhaud Le train bleu: tale copia è adesso parte della collezione del Victoria & Albert Museum di Londra.
Il piccolo quadro, oggi conservato nel Museo Picasso di Parigi, doveva fungere da schizzo da presentare al regista.
Raffigura due donne enormi e scomposte che corrono sulla spiaggia; il balletto infatti, celebrava il culto dello sport e del nudismo.
Le due figure, più che intente in una corsa a perdifiato, sembra stiano danzando. Il riferimento all'antichità è di nuovo d'obbligo: il drappeggio rigido e fermo delle tuniche e i movimenti poco coordinati rimandano alle menadi danzanti dell'arte greca, e non solo; la composizione ricorda quelle usate per le opere mitologiche di Poussin, conservate alla National Gallery di Londra.
Nonostante le forme gonfie e sproporzionate, le due donne mantengono una carica di sensualità simile a quella della Grande bagnante.